# Lactarius serifluus
Lactarius serifluus (Augustin Pyramus de Candolle, 1815 ex Elias Magnus Fries, 1838), din încrengătura Basidiomycota în familia Russulaceae și de genul Lactarius este o specie răspândită de ciuperci necomestibile care coabitează, fiind un simbiont micoriza (formează micorize pe rădăcinile arborilor). O denumire populară nu este cunoscută. În România, Basarabia și Bucovina de Nord trăiește de la câmpie la deal, dar nu în regiuni montane, solitar și în grupuri mai mici, pe sol argilos sau calcaros, prin iarbă, în păduri de foioase la marginea lor și prin parcuri, mereu sub stejari. Timpul apariției este din august (septembrie) până în octombrie (noiembrie).

## Taxonomie

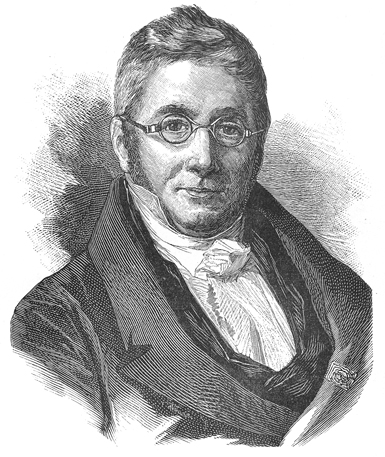
A. de Candolle

Nume binomial a fost determinat drept Agaricus serifluus de naturalistul elvețian Augustin Pyramus de Candolle în volumul 6 al Flore française din 1815. și transferat corect sub păstrarea epitetului la genul Lactarius de renumitul savant suedez (Elias Magnus Fries drept Lactarius serifluus, de verificat în cartea sa Epicrisis systematis mycologici, seu synopsis hymenomycetum din 1838, fiind și numele curent valabil (2020). Unii autori văd specia drept sinonim al lui Lactarius subumbonatus.
Denumirea Galorrheus serifluus a micologului german Paul Kummer din 1871 precum cea a compatriotului său Otto Kuntze din 1891, anume Lactifluus serifluus, sunt acceptate sinonim la fel ca și variațiile descrise de alții, de exemplu Lactarius camphoratus var. serifluus a micologului francez Maurice Barbier în 1901. Acești taxoni nu sunt folosiți și astfel neglijabili. 
Numele generic este derivat din cuvântul latin (latină lacteus=lăptos, plin de lapte), iar epitetul ori din cuvintele aceleiași limbi, anume (latină serus=abia târziu, mai devreme sau mai târziu, încet), și (latină fluens=curgător, fluent), datorită emanării tardive ale sucului, ori din cuvântul neolatin (latină serum=zer, spermă) în combinație cu fluens, datorită aspectului.

## Descriere
- Pălăria: are un diametru de 3-5,5cm, este destul de subțire și fragilă, higrofană, la început semisferică cu marginea răsfrântă spre picior, apoi convexă, adesea cu o cocoașă mică și ascuțită centrală, devenind cu vârsta din ce în ce mai fâlfâită și deprimată în mijloc. Cuticula este mată, uneori fin catifelată și uscată și cu marginea uneori crestată. Suprafața capătă în timpul uscării un aspect cocoșat-verucos. Coloritul variază între ocru-gălbui, galben-carneu, brun-gălbui și brun-roșcat, fiind în centru de obicei ceva mai închis.

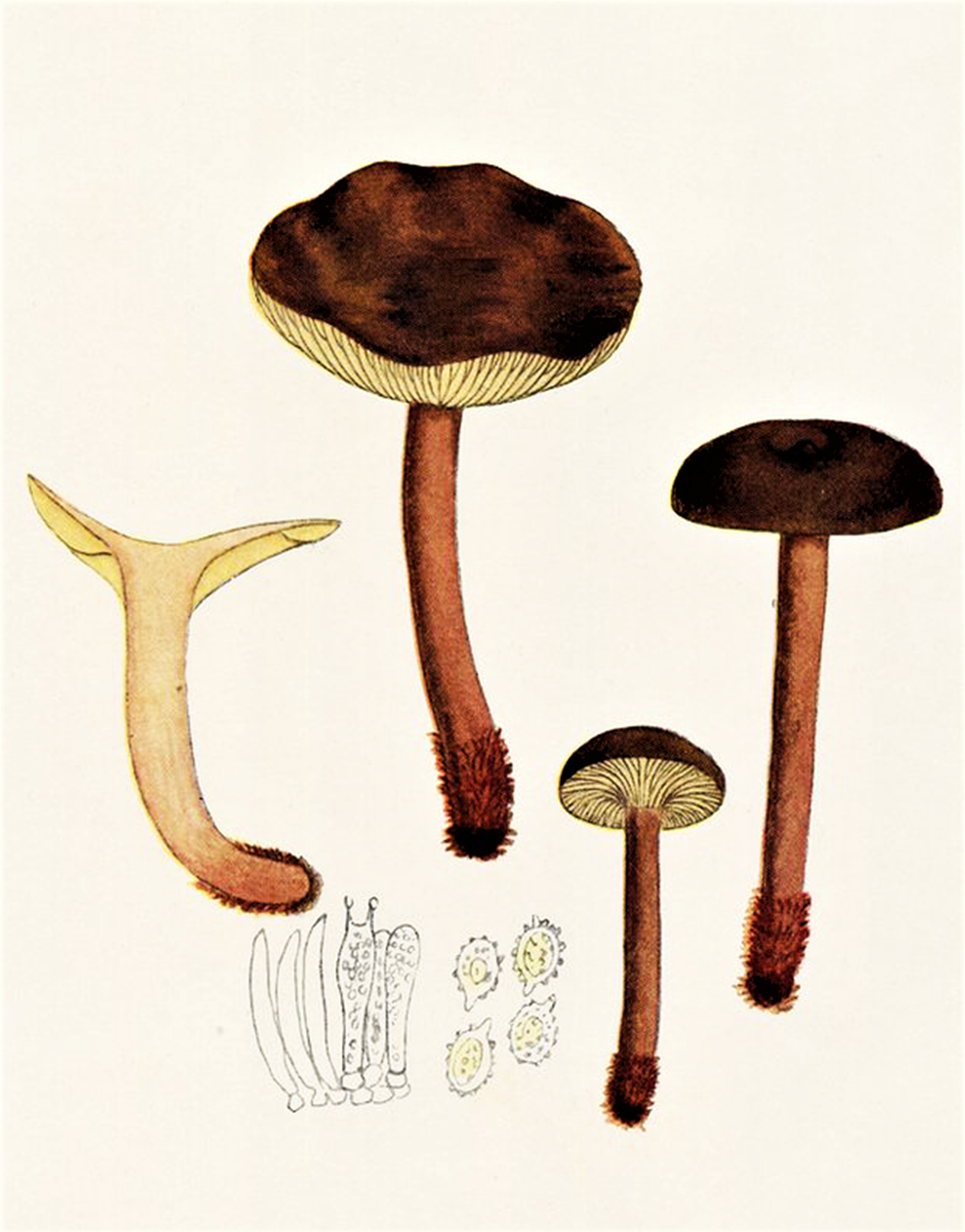
Bres.: Lactarius serifluus

- Lamelele: sunt subțiri, îndesate, nu prea înalte, cu lameluțe intercalate de lungime diferită precum lat aderate sau ușor decurente la picior. Coloritul pentru mult timp crem-gălbui până galben-portocaliu, devine la bătrânețe puternic galben-carneu, iar muchiile netede arată atunci nuanțe maronii.
- Piciorul: are o înălțime de 3-5 (7)cm și o lățime de 0,5-1cm, este fragil, cilindric, uneori îndoit și repede gol pe dinăuntru. Coaja netedă și mată, în tinerețe brumată albicios și la bază ruginie, este de coloritul lamelelor, schimbând cu avansarea în vârstă spre brun-ruginiu până brun-roșcat. Nu prezintă un inel.
- Carnea: destul de subțire și apoasă, are un colorit crem cu nuanțe mai mult sau mai puțin roșiatice. Mirosul puternic amintește în stadiu proaspăt de cel al ploșnițelor de frunză, ciuperca odată uscată de leuștean, condimentul Maggi⁠(de)[traduceți] sau cumarină. Gustul este blând, dar rezidual rânced.
- Laptele: izvorăște nu imediat, fiind apos, numai slab albicios, cu un gust imperceptibil și blând. Nu se decolorează la aer.[3][4]
- Caracteristici microscopice: are spori rotunjori până slab ovoidali cu un por de germen, ușor neamiloizi (nu se decolorează cu reactivi de iod), hialini (translucizi) și o suprafață reticulată cu crestături și negi ascuțiți lungi de până la 1,2 µm, având o dimensiune de 7-9 x 6-8 microni. Pulberea lor este ocru-gălbui până ocru-carneu. Basidiile clavate cu, în mod normal, 4 (uneori doar 2) sterigme fiecare, măsoară 40-45 x 8-11 microni. Prezintă cistide (celule de obicei izbitoare și sterile care pot apărea între basidii și himen, stratul fructifer) fusiforme și ascuțite în vârf de 45-50 x 4-6 microni. Pe lângă bazidii se mai găsesc multe paracistide (cistide numai puțin diferențiate de pe muchiile lamelor) umflate, în formă de pară de 15-35 (45) x 7,5-17 microni. Pleurocistidele (elemente sterile situate în himenul de pe fețele lamelor) lipsesc. Hifele cuticulei sunt mai mult sau mai puțin rotunjoare, de același diametru și legate în formă de zale. Hifele sub-cuticulei au o lățime de 7,5-25µm, fiind rotunjite extinse și mai mult sau mai puțin izodiametrice. Capetele hifale predominant cilindrice au o lățime de 3,5-7,5µm și formează un strat izbitor peste sub-pieliță care este adesea mai mult sau mai puțin turtit și doar amorf.[14][15] Este singura specie a genului care prezintă cheilocistide (elemente sterile situate pe muchia lamelor).[16]
- Reacții chimice: nu sunt cunoscute.[17]

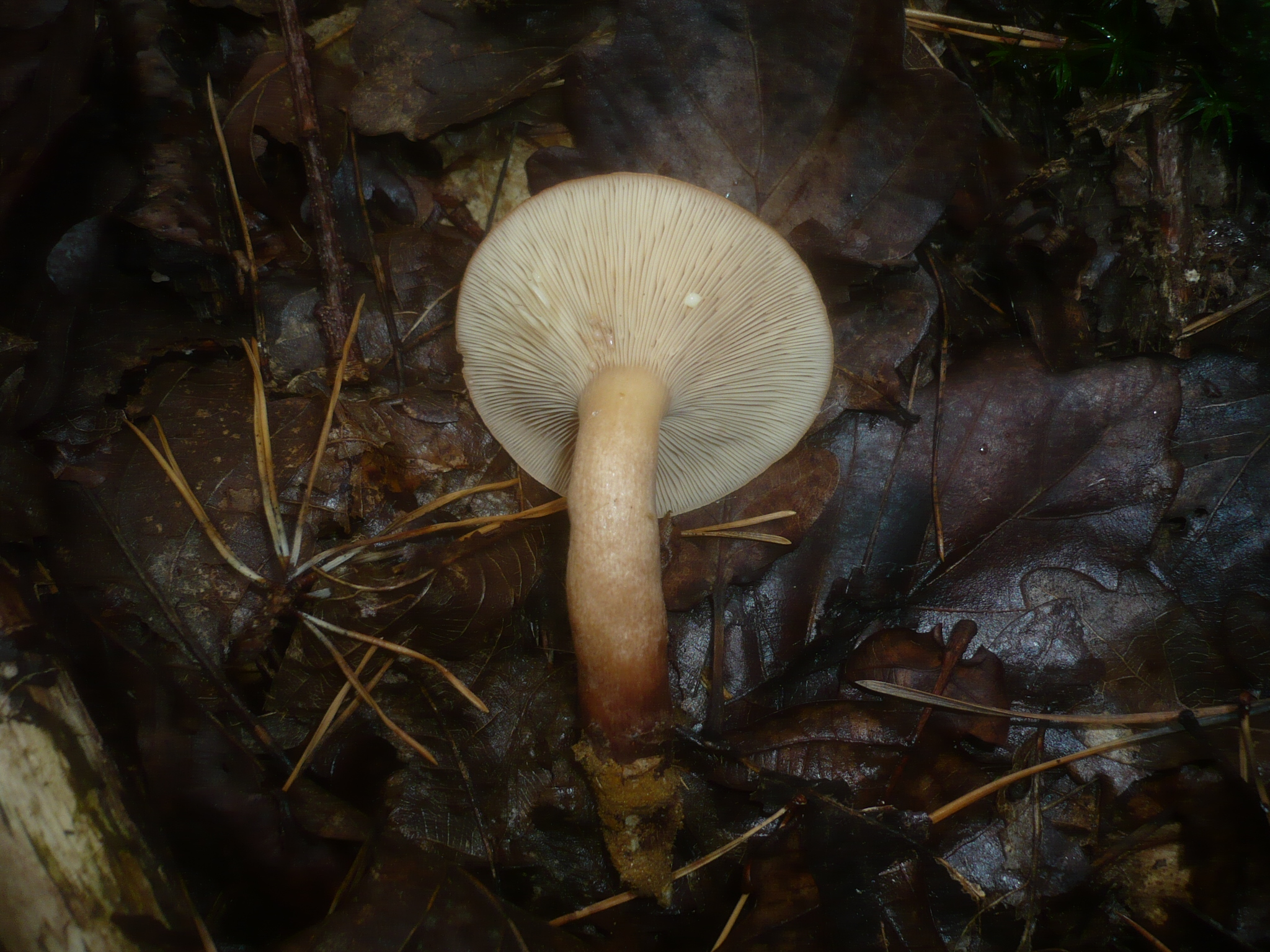
L. serifluus mai tânăr, lamele și picior
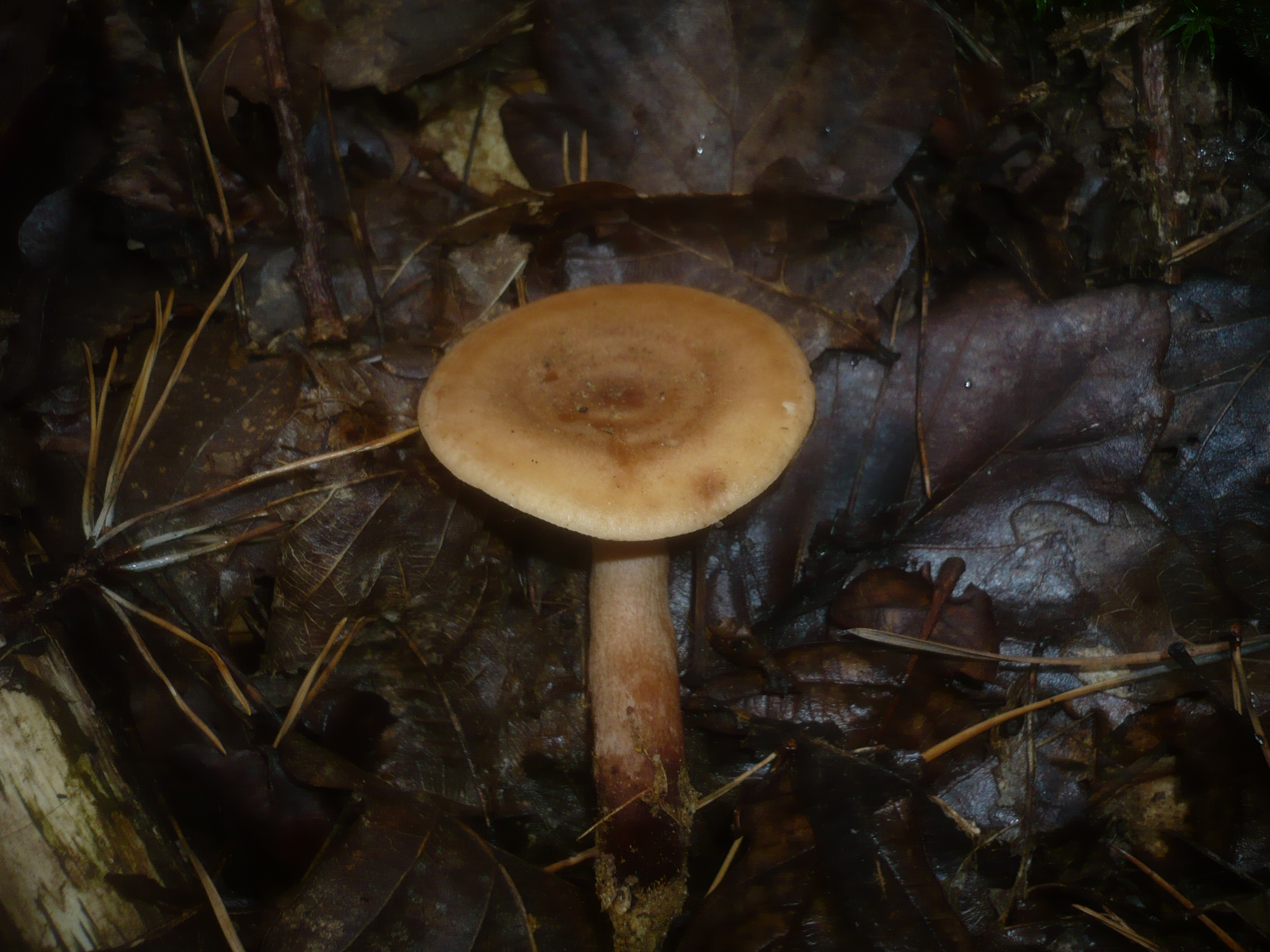
L. serifluus, aspect general
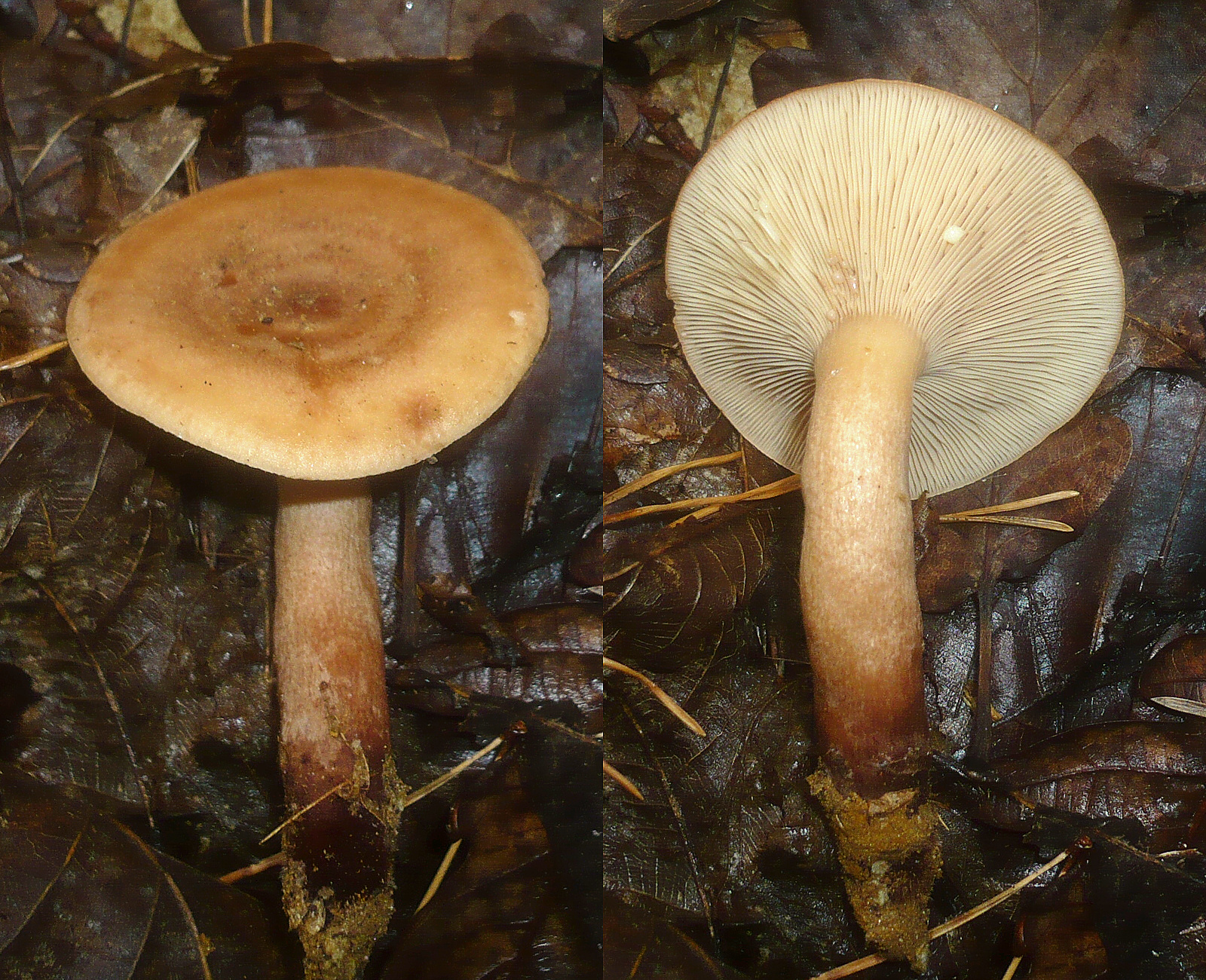
L. serifluus de culoare mai deschisă

## Confuzii
Specia poate fi confundată în primul rând cu gemenul său mai mare Lactarius subumbonatus (necomestibil) sau cu Lactarius camphoratus, Lactarius helvus (comestibil uscat și pulverizat ca condiment, de altfel otrăvitor) și Lactarius hysginus (necomestibil), cu toți, uscați, cu un miros de Maggi respectiv leuștean. Mai există alte soiuri asemănătoare, de alt miros în stadiu uscat, în majoritate necomestibile, ca de exemplu Lactarius aurantiacus sin. Lactarius mitissimus (comestibil), Lactarius azonites (necomestibil), Lactarius corrugis, Lactarius deterrimus, Lactarius fuliginosus, Lactarius hygrophoroides, Lactarius lignyotus (comestibil), Lactarius porninsis, Lactarius quietus (comestibil), Lactarius rufus sau Lactarius subdulcis.

## Specii asemănătoare în imagini

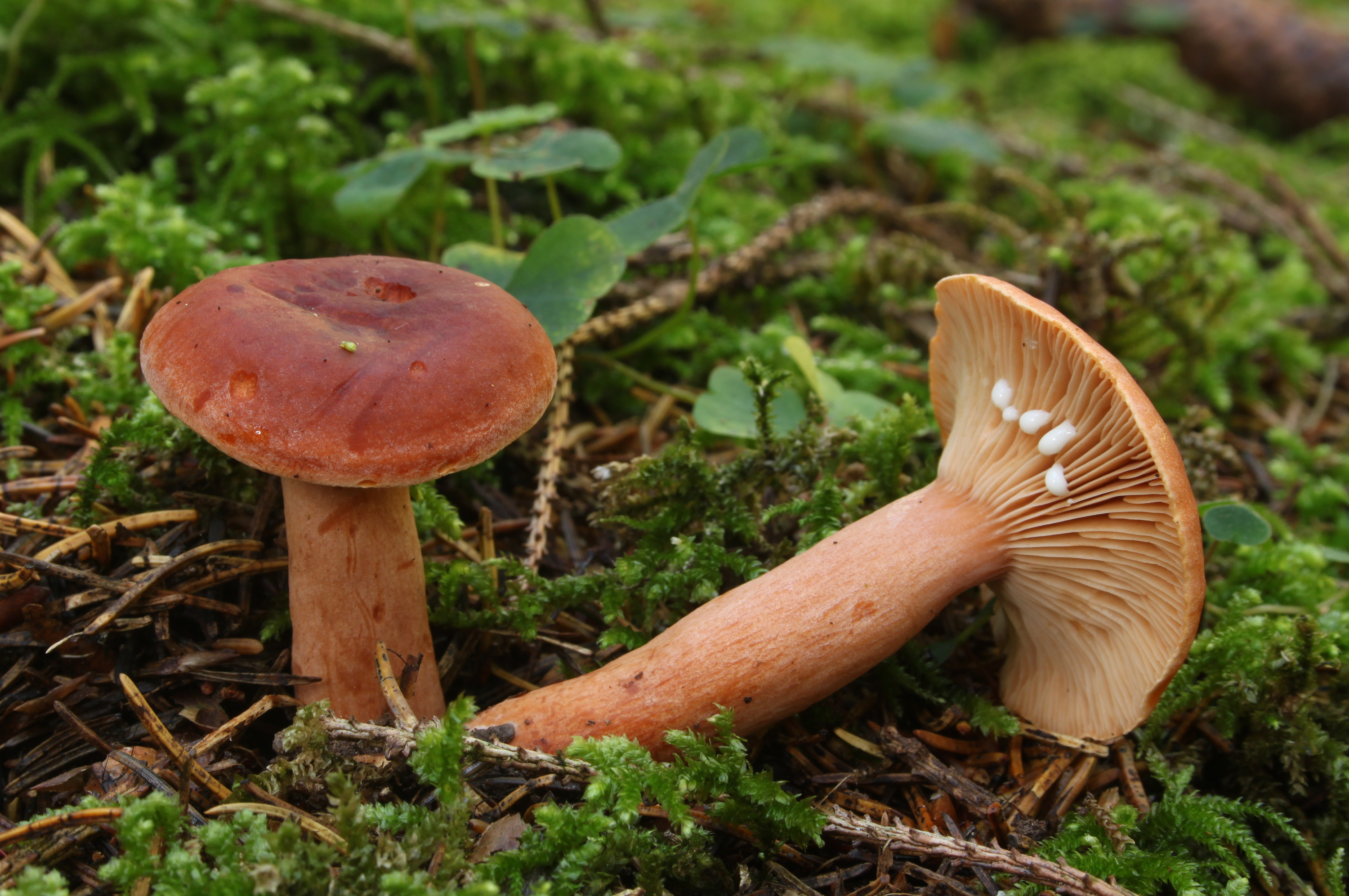
Lactarius aurantiacus
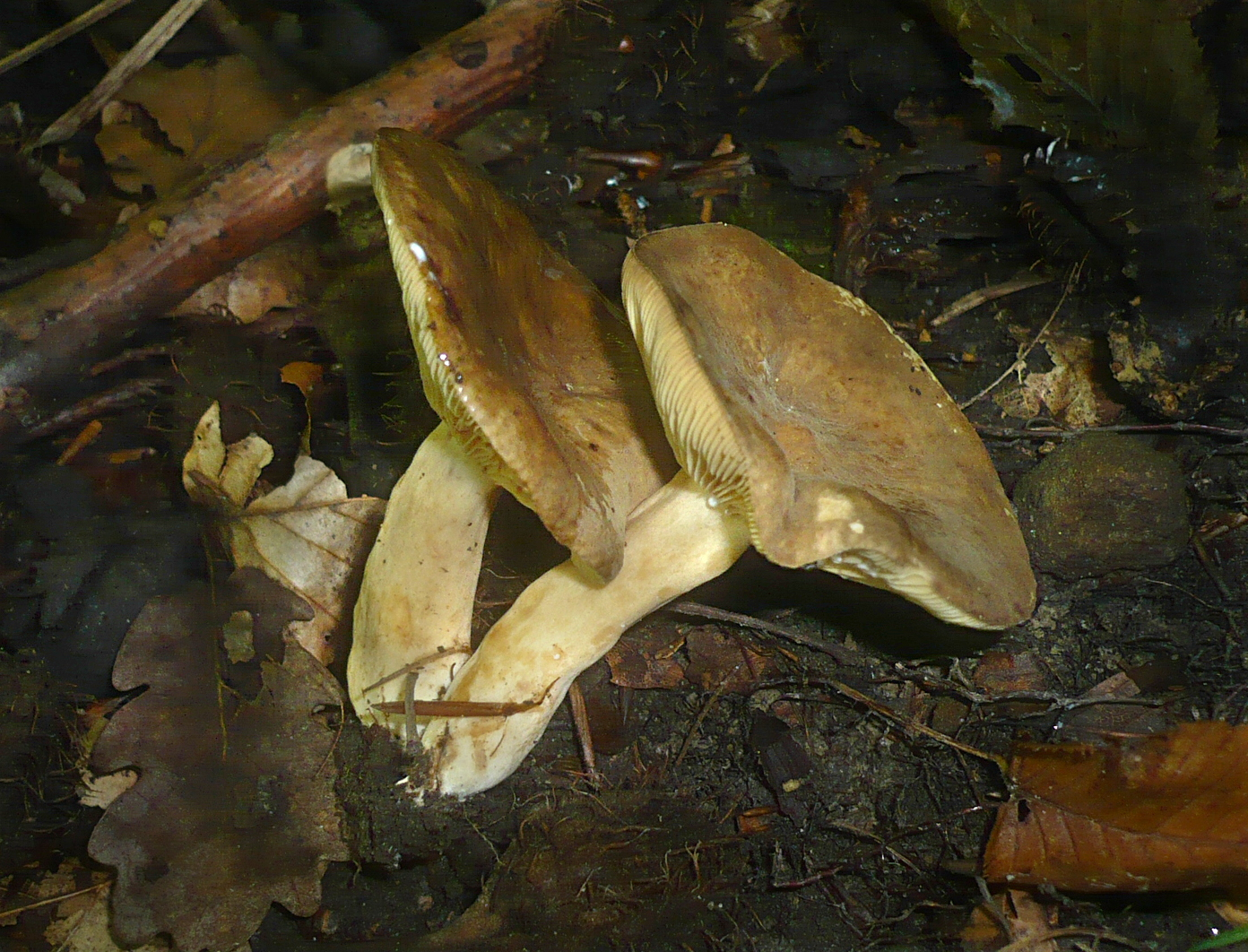
!Lactarius azonites!
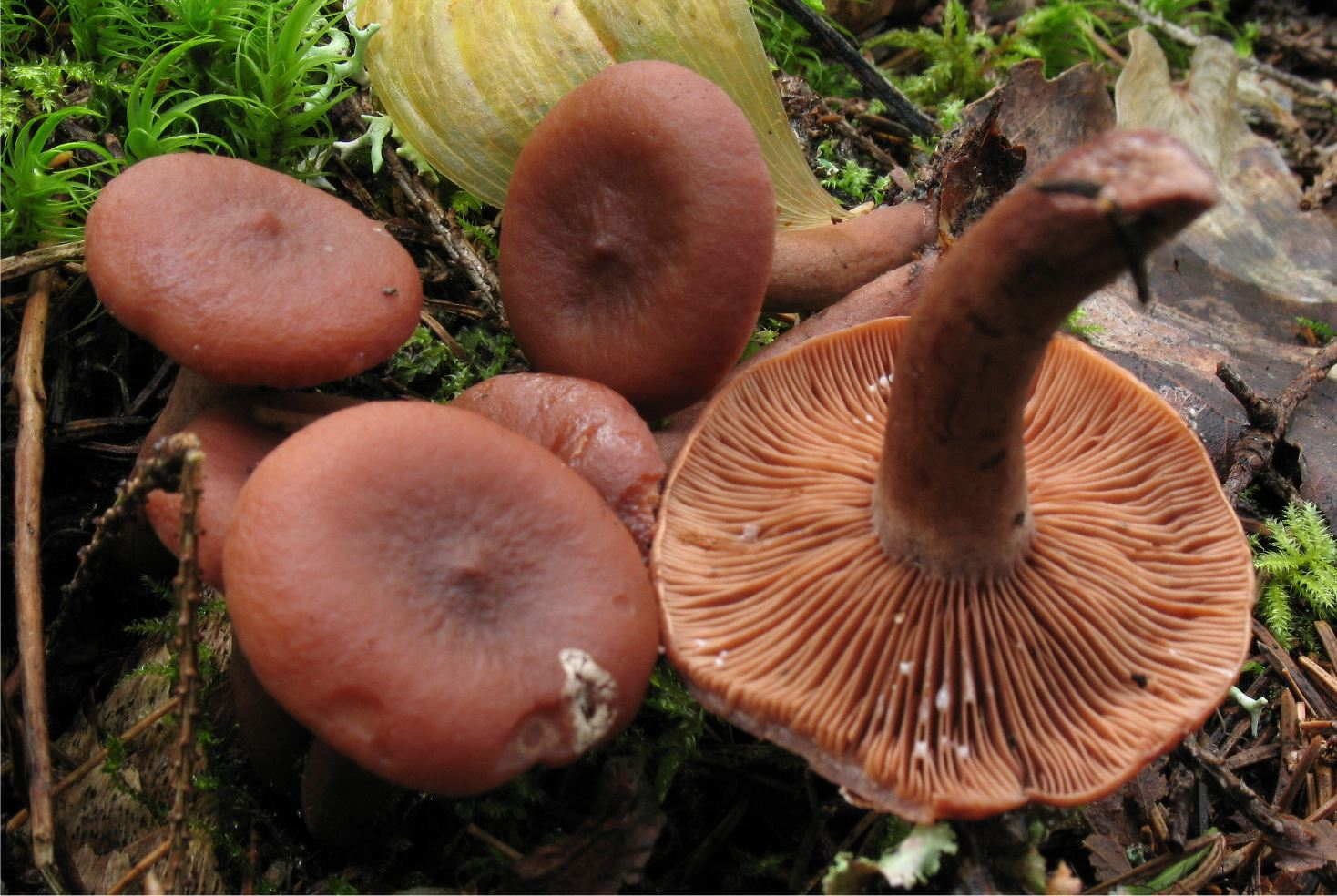
Lactarius camphoratus
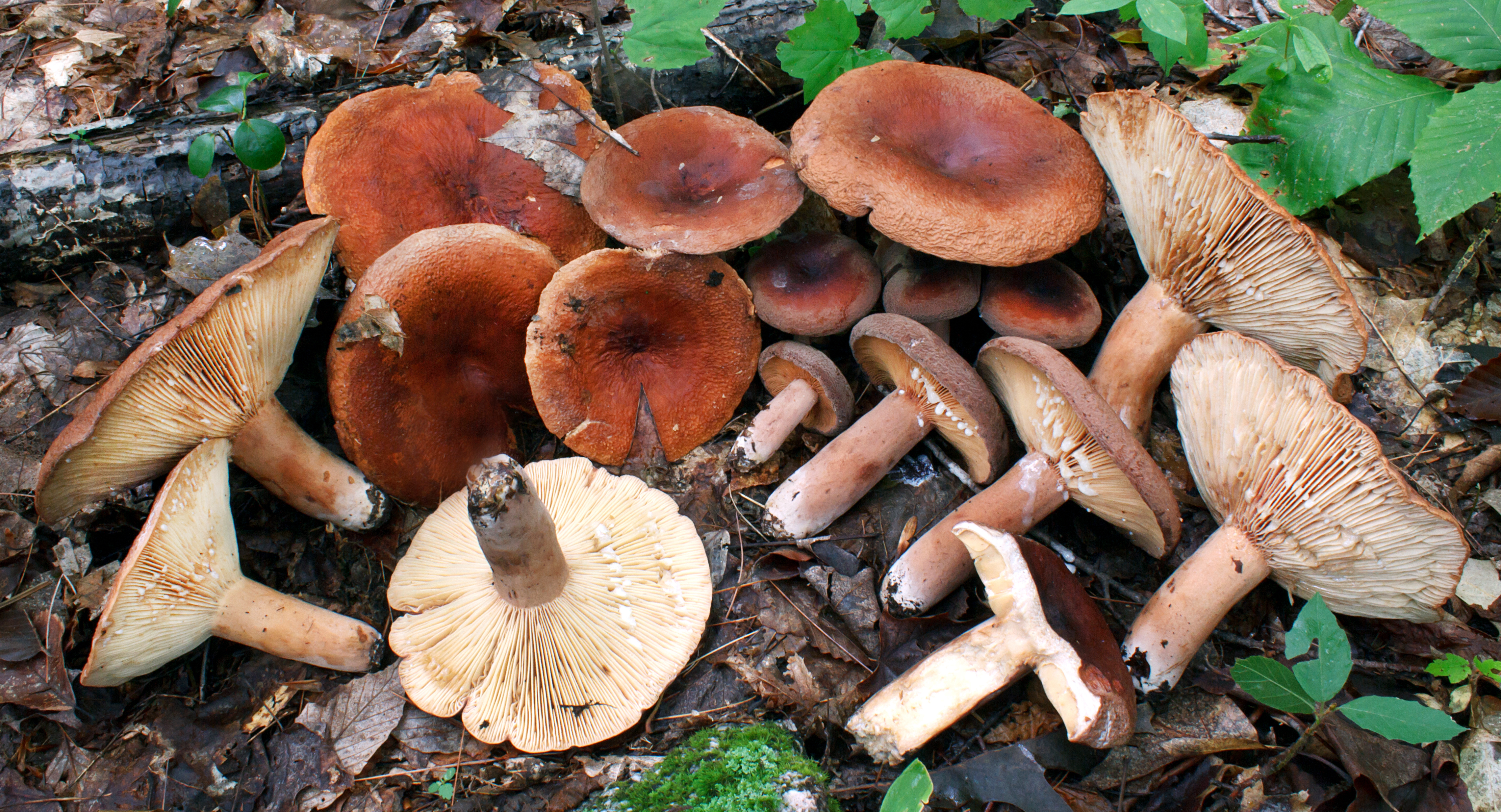
Lactarius corrugis
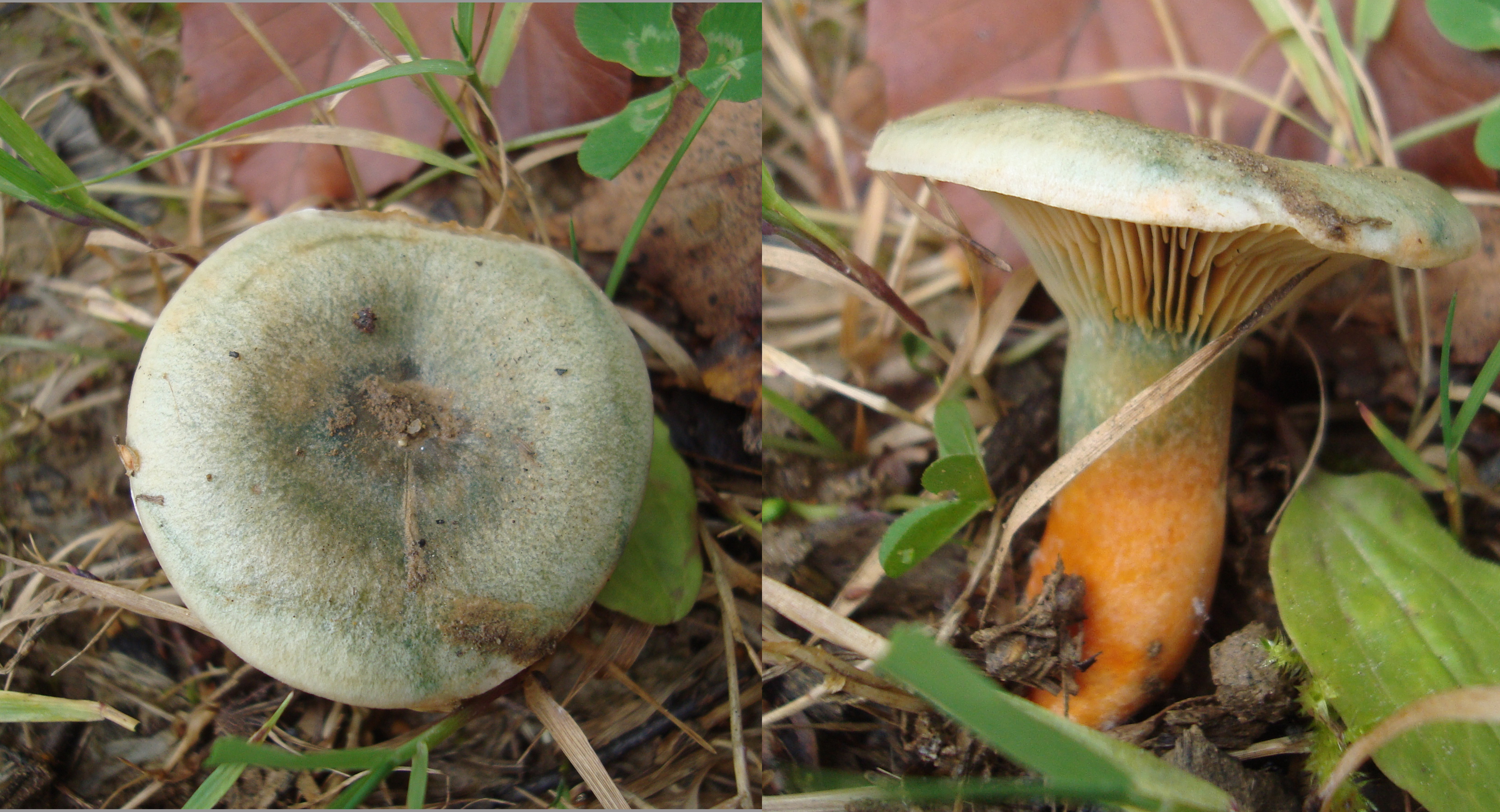
Lactarius deterrimus
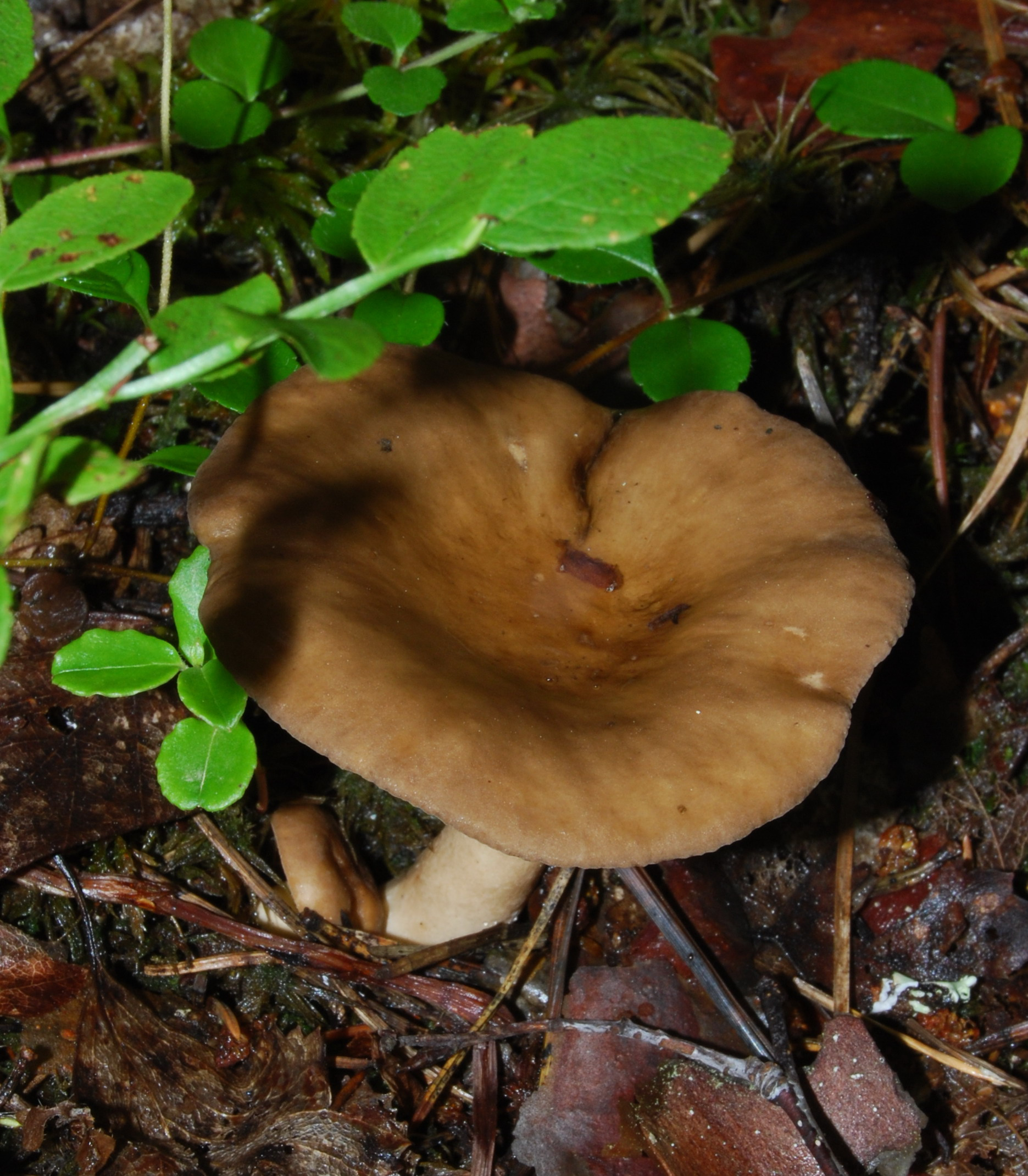
Lactarius fuliginosus
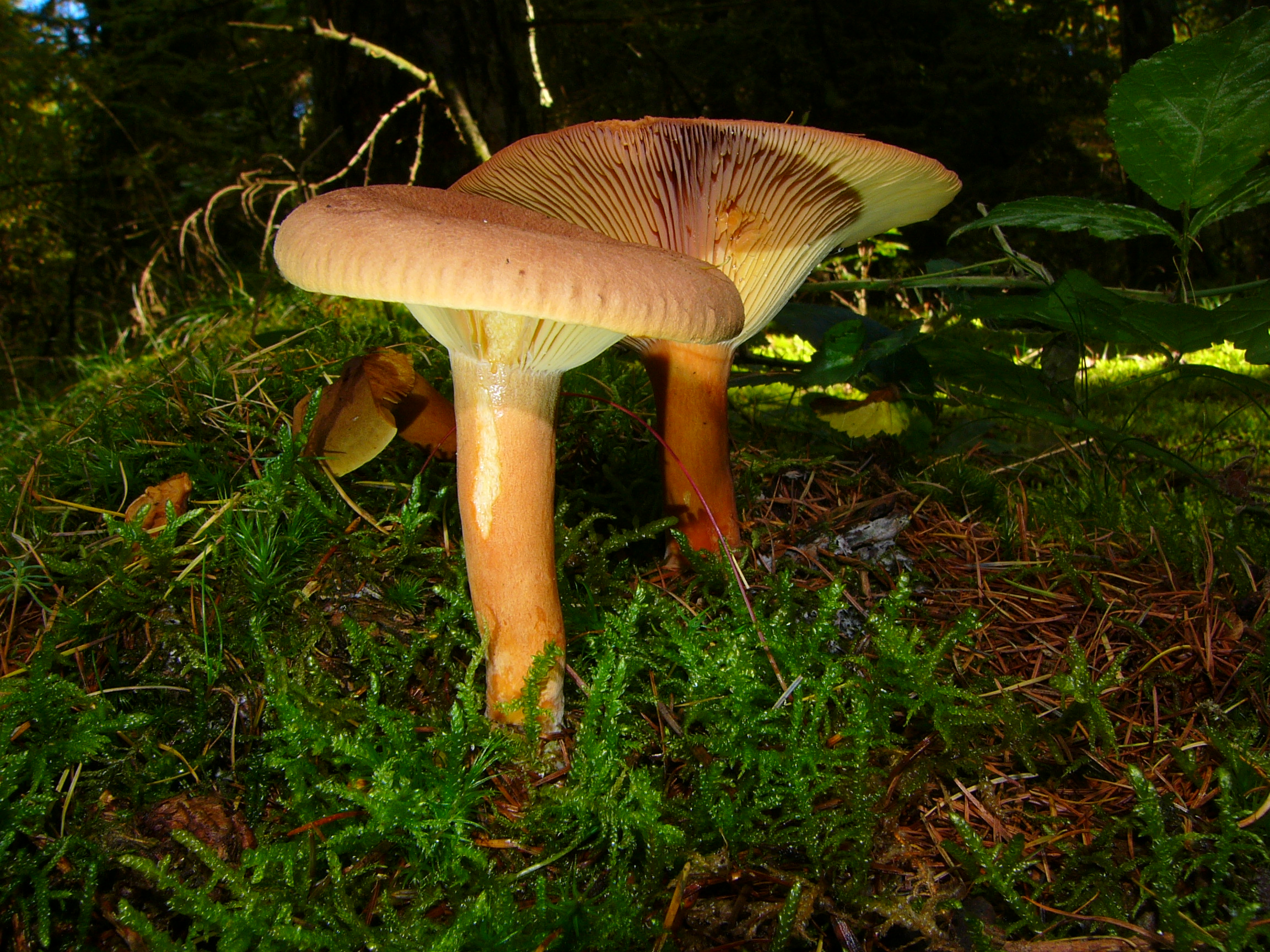
!!Lactarius helvus!!
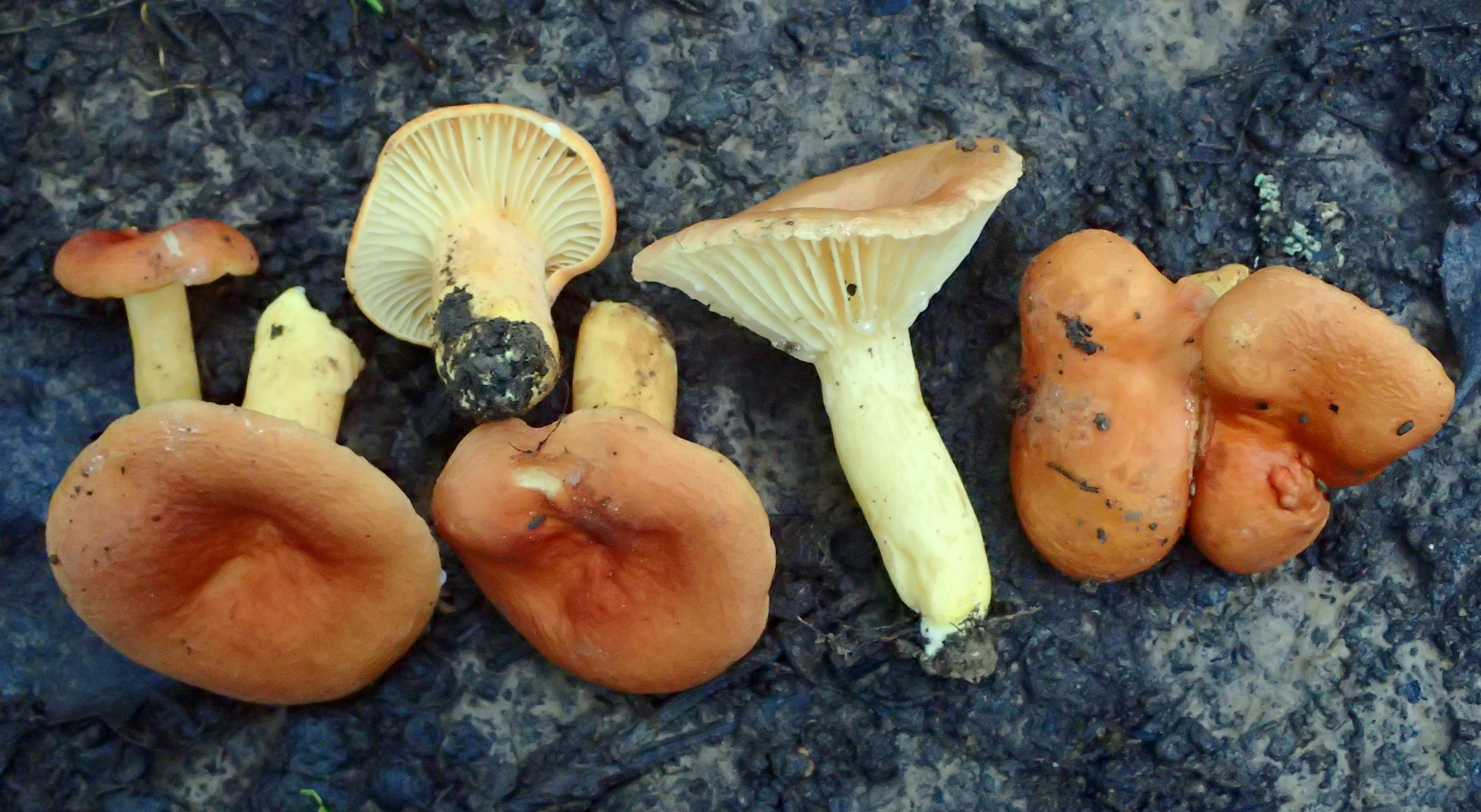
Lactarius hygrophoroides
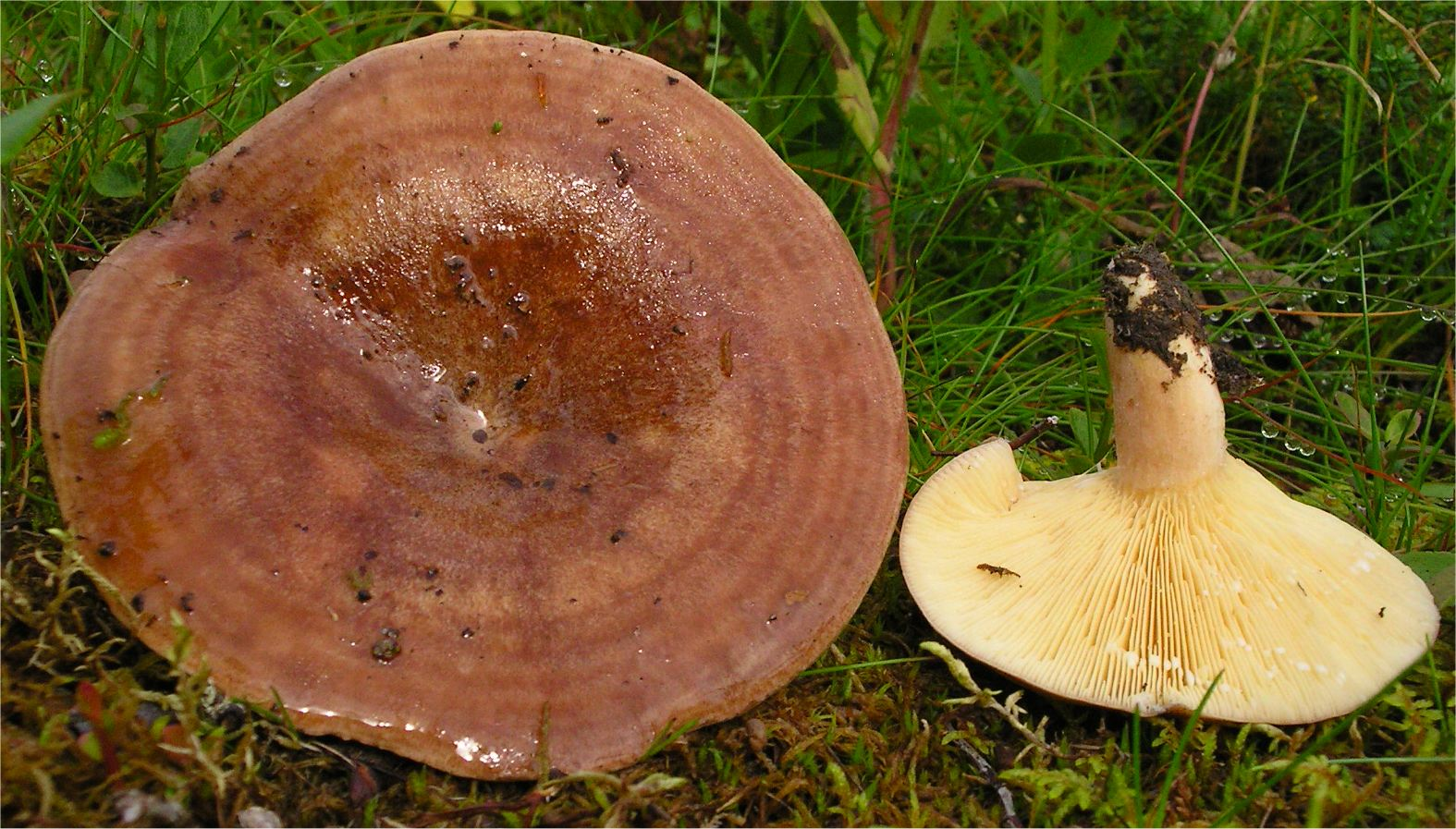
!Lactarius hysginus!

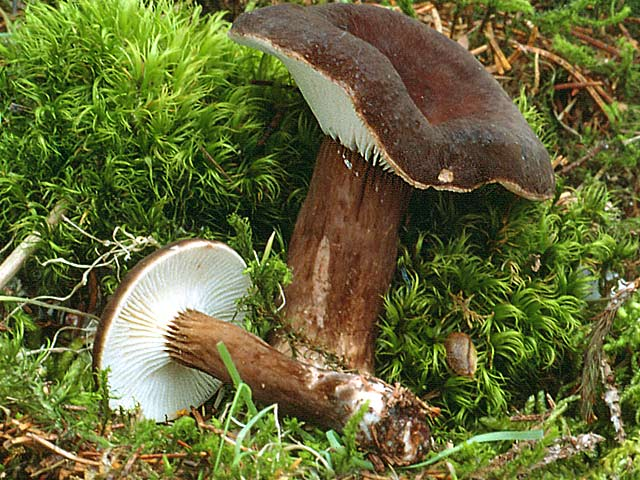
Lactarius ligniotus
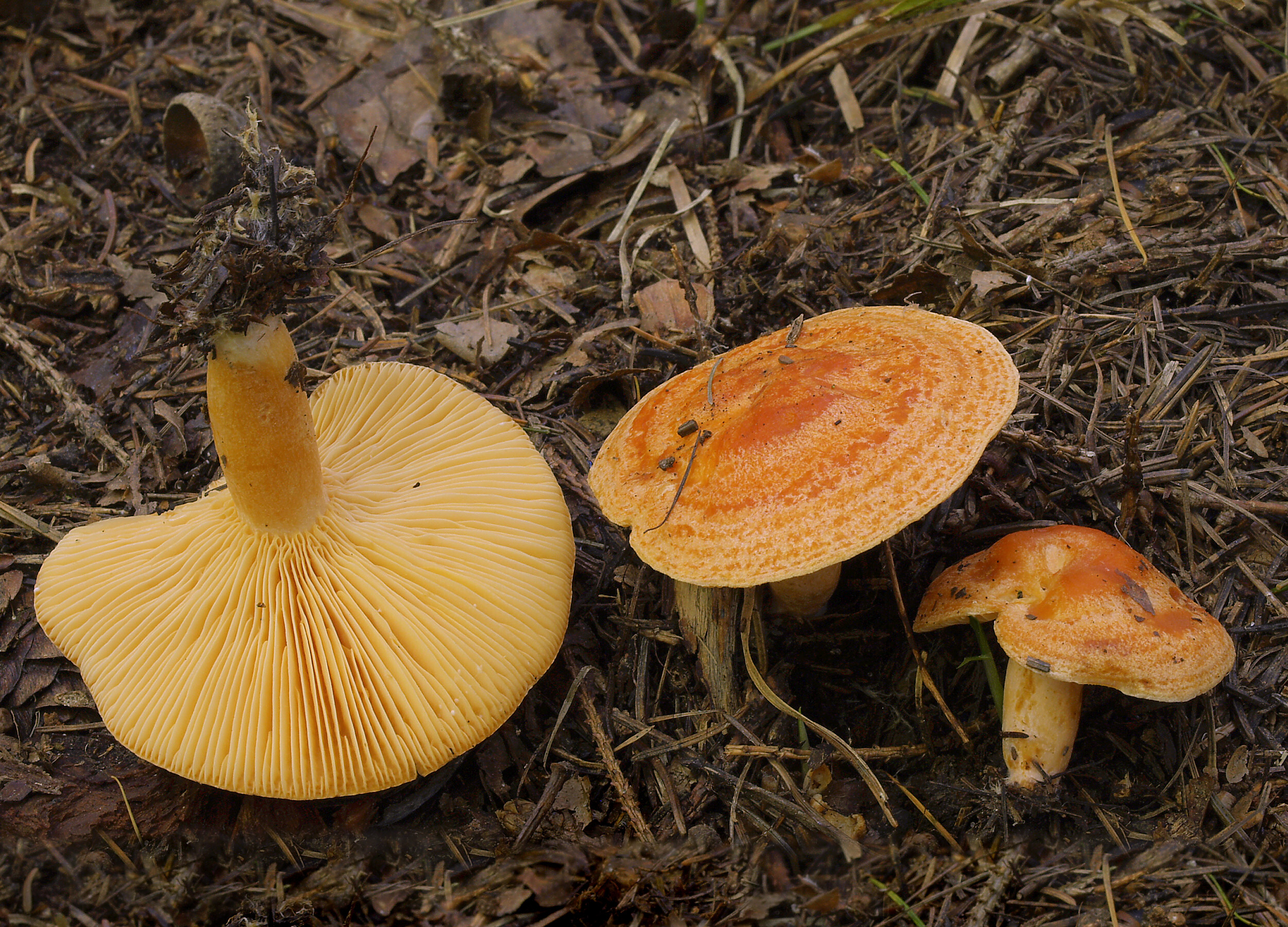
Lactarius porninsis
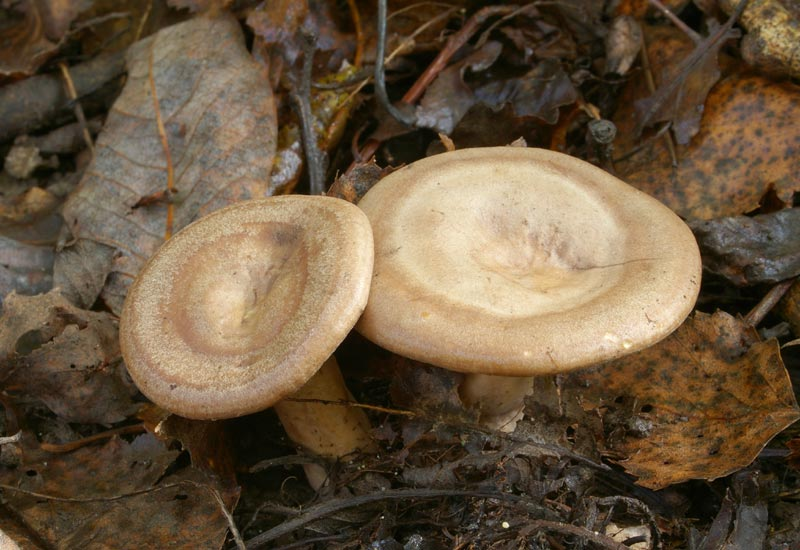
!Lactarius pyrogalus!
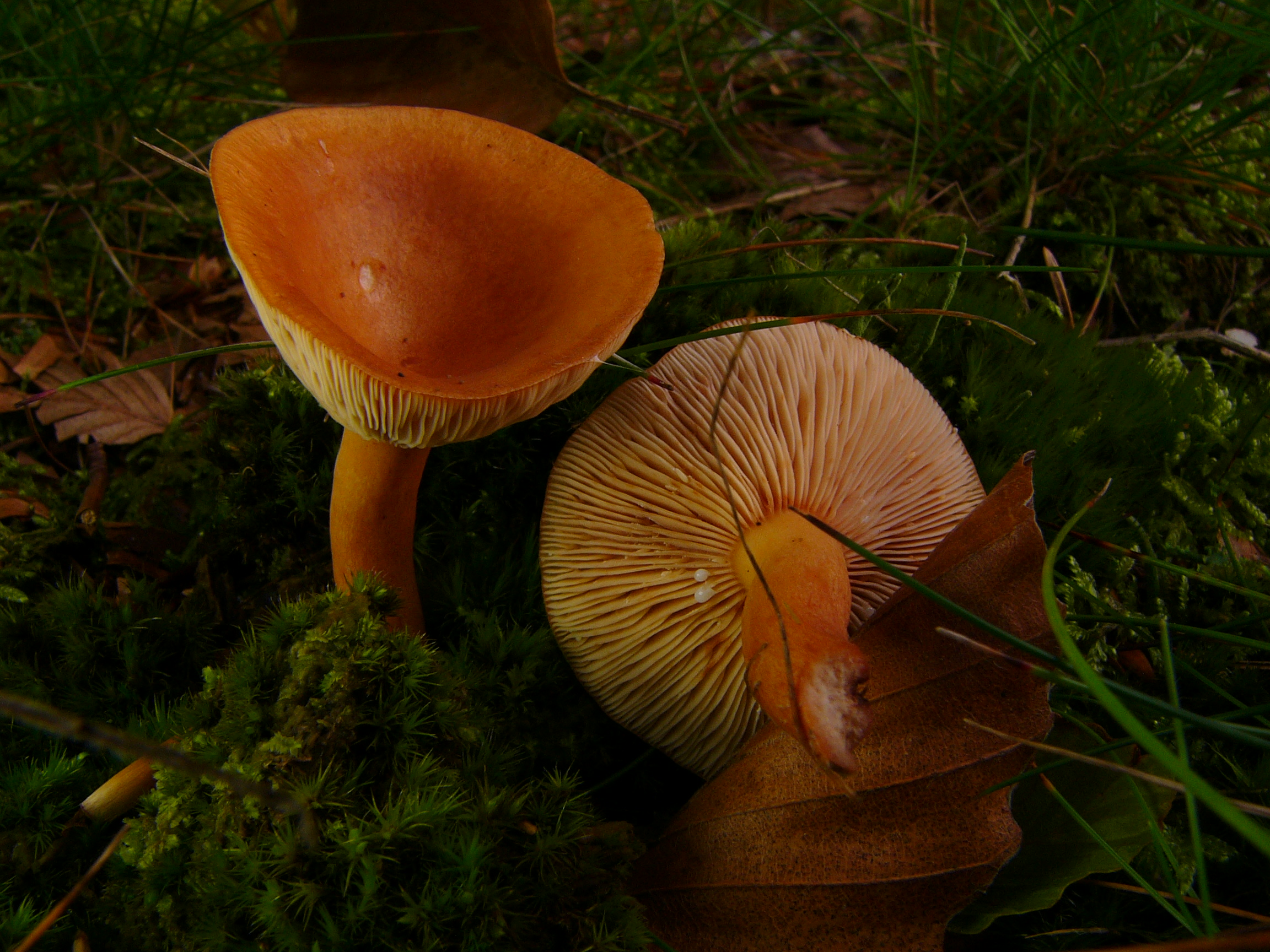
Lactarius quietus
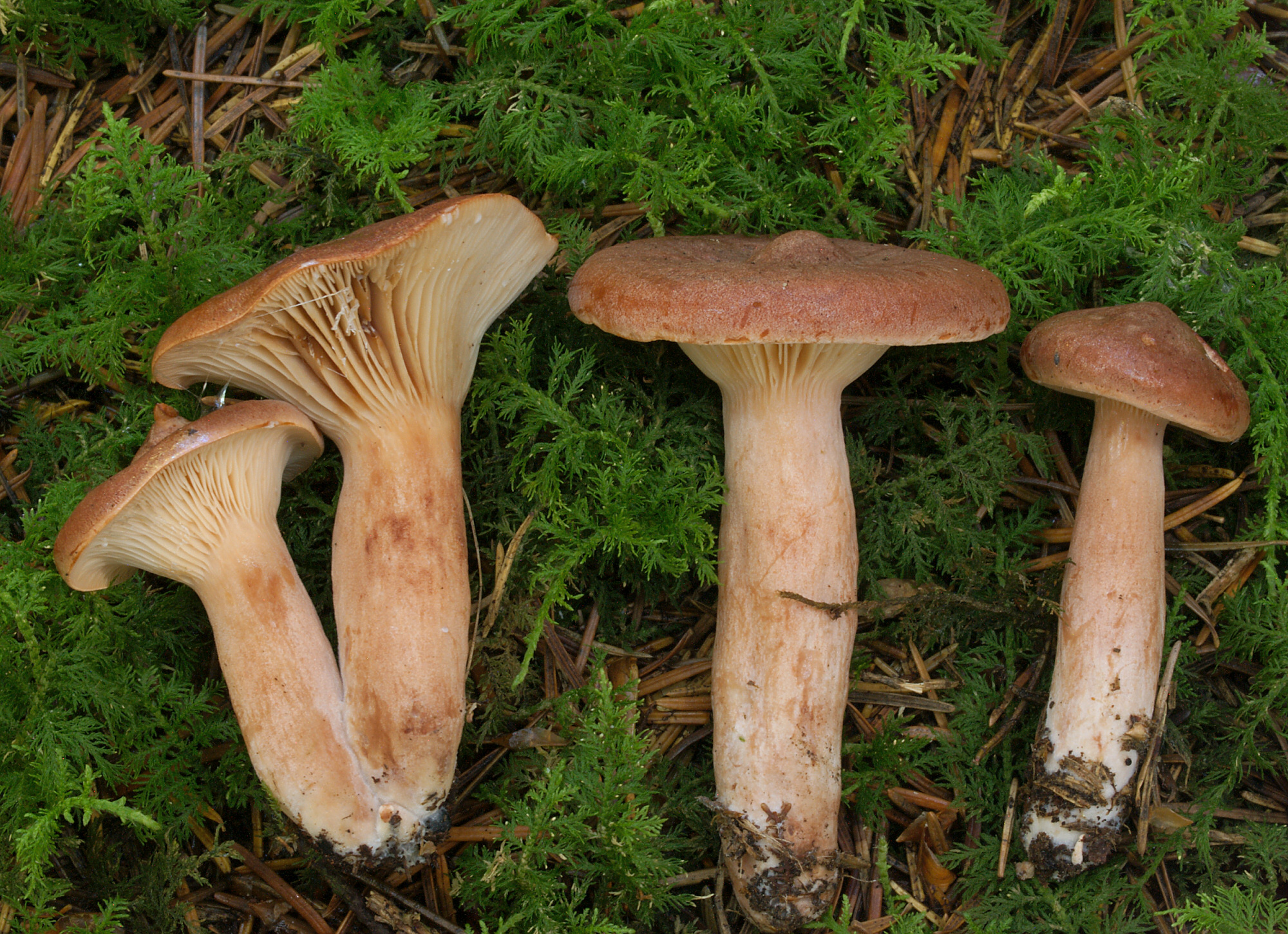
!Lactarius rufus!
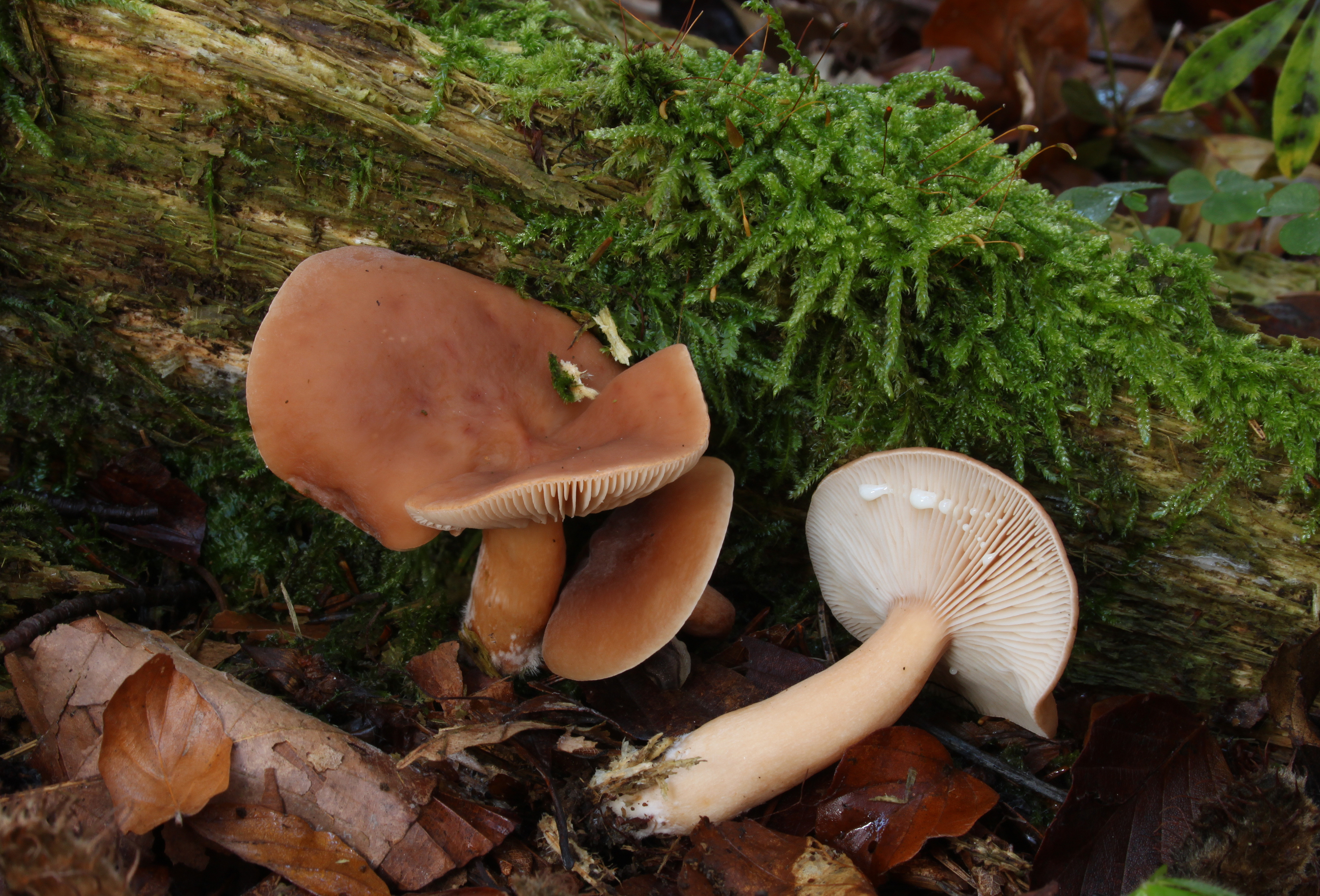
Lactarius subdulcis
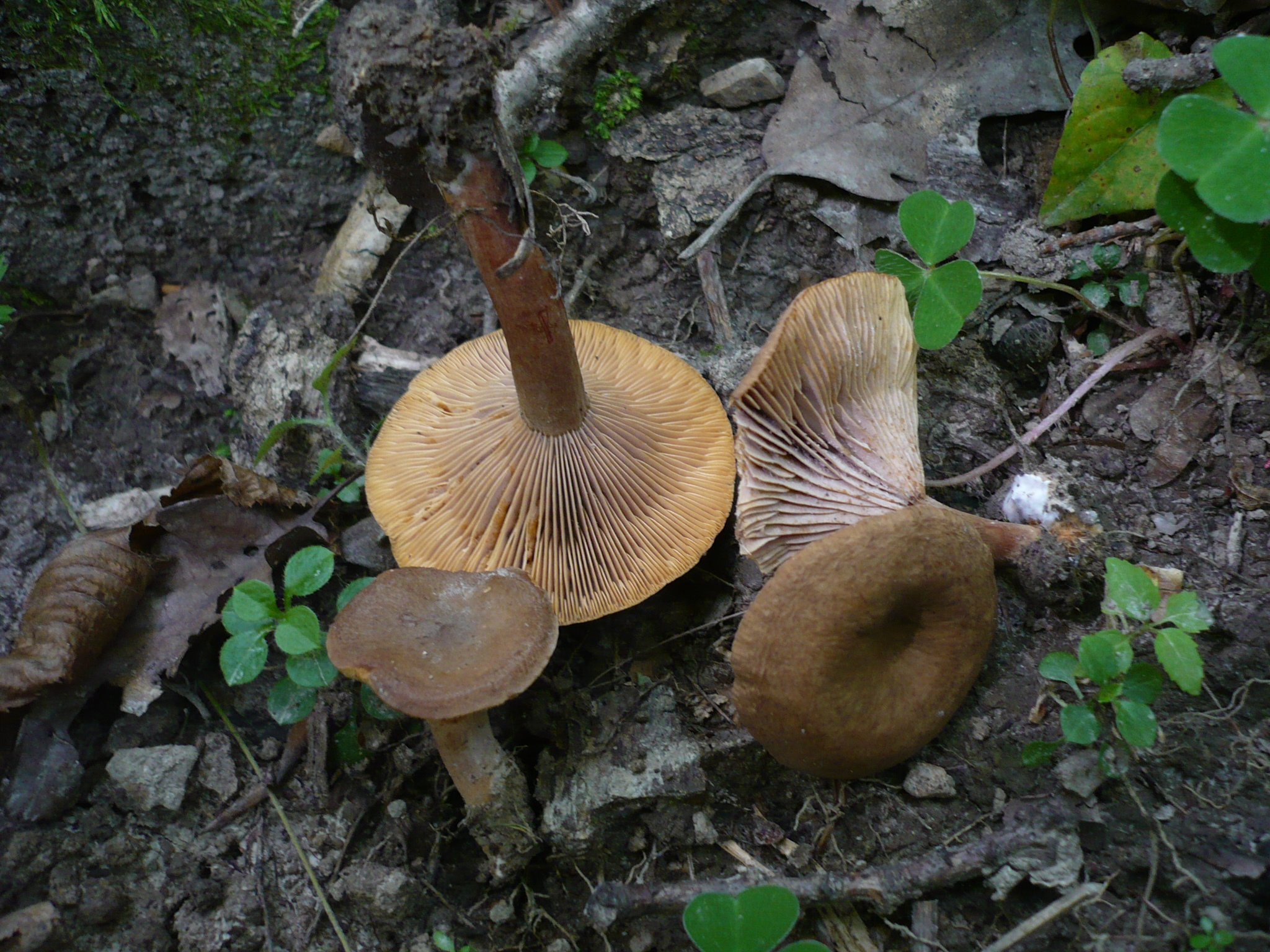
!Lactarius subumbonatus!

## Valorificare
Specia neotrăvitoare este necomestibilă din cauza mirosului pronunțat destul de propriu precum al gustului nu neapărat plăcut.